# Petrosport FC
Petrosport Football Club w skrócie Petrosport FC – gaboński klub piłkarski grający niegdyś w gabońskiej pierwszej lidze, mający siedzibę w mieście Port-Gentil.

## Sukcesy
- I liga[1]:
  - mistrzostwo (1): 1976.

- Puchar Gabonu[2]:
  - zwycięstwo (1): 1989.
  - finał (1): 1994.

## Występy w afrykańskich pucharach
| Sezon | Rozgrywki                 | Runda   | Kraj    | Klub                   | Dom | Wyjazd | Dwumecz      |
| ----- | ------------------------- | ------- | ------- | ---------------------- | --- | ------ | ------------ |
| 1975  | Puchar Mistrzów           | wstępna | Zair    | AS Vita Club           | 1–1 | 0–4    | 1–5          |
| 1976  | Puchar Zdobywców Pucharów | wstępna | Kamerun | Canon Jaunde           | 0–3 | 1–3    | 1–6          |
| 1979  | Puchar Zdobywców Pucharów | 1       | Nigeria | Bendel Insurance FC    | 0–1 | 1–5    | 1–6          |
| 1990  | Puchar Zdobywców Pucharów | 1       | Czad    | Tourbillon FC          | 2–0 | 0–0    | 2–0          |
| 1990  | Puchar Zdobywców Pucharów | 2       | Sudan   | Al-Merreikh Omdurman   | 2–0 | 0–2    | 2–2 (k. 3–4) |
| 1995  | Puchar CAF                | 1       | Kongo   | Inter Club Brazzaville | 0–2 | 2–0    | 2–2 (k. 2–3) |
| 1998  | Puchar CAF                | 1       | Kongo   | Union Sport FC         | –   | –      | –            |
| 1998  | Puchar CAF                | 2       | Senegal | ASC Jeanne d’Arc       | 0–2 | 0–2    | 0–4          |

## Stadion
Domowe mecze klub rozgrywa na stadionie o nazwie Stade Pierre Claver Divounguy w Port-Gentil, który może pomieścić 3932 widzów.

## Reprezentanci kraju grający w klubie
Stan na styczeń 2023.
| - François Amégasse - Michel Biyoghé - Expédit Dossou-Gbété - Roger Issakounia - Francis Koumba - Brice Mackaya - Chantry Mvié Nguéma - Parfait Ndong Nguéma - Jean-Daniel Ndong Nzé - Rodrigue Nguéma - Brice Nkwelé | - Guy Roger Nzamba - Guy-Roger Nzeng - Jonas Ogandaga - Hervé Okoura - Didier Ovono - Landry Poulangoye - Michel Souamas - Sosthène Youndji - Bruno Mbanangoyé Zita - Walter Bakouma - Rufin Bitsikou |